# Cebolla (Nuovo Messico)
Cebolla è una comunità non incorporata della contea di Rio Arriba in Nuovo Messico, negli Stati Uniti. Cebolla è situata sulla U.S. Route 84, a 71 km a nord-ovest di Española. Cebolla ha un ufficio postale con lo ZIP code 87518. Cebolla è stata fondata intorno al 1800 e prende il nome dalla valle. Le pecore che pascolavano nella valle adoravano mangiare le cipolle selvatiche, e i pastori la chiamavano El Valle de Cebolla. Il Rio Cebolla scorre attraverso la località.